# Эйри, Ричард

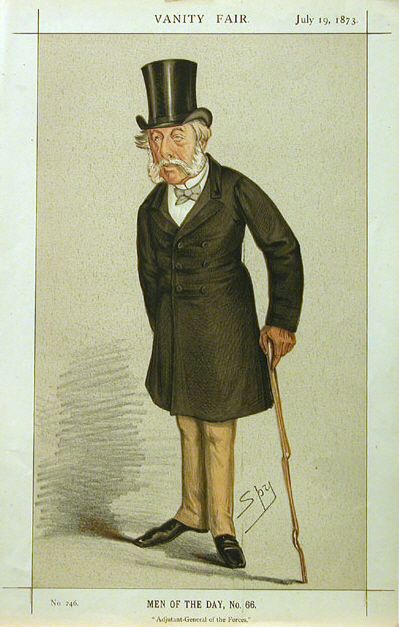
Карикатура на Эйри в Vanity Fair (1873)

Ричард Эйри, 1-й барон Эйри (англ. Richard Airey; 1803 — 14 сентября 1881) — генерал Британской армии, губернатор Гибралтара с 1865 по 1870 годы.

## Ранние годы
Родился в Ньюкасл-апон-Тайне, старший сын генерал-лейтенант Джорджа Эйри и его жены Кэтрин Тэлбот, дочери Ричарда Тэлбота и Маргарет Тэлбот, 1-й баронессы Тэлбот из Малахайда.

## Военная карьера
Окончил Королевское военное училище в Сандхерсте в 1821 году. В звании энсина поступил на службу в 34-й Камберлендский пехотный полк. В 1825 году получил звание капитана. Служил адъютантом в штабе Фредерика Адама на Ионических островах с 1827 по 1830 годы, а затем в штаье Мэтью Уитфорд-Эйлмера в Северной Америке с 1830 по 1832 годы. В 1838 году в звании подполковника перешёл на должность помощника генерал-адъютанта в Королевской конной гвардии, а затем в 1852 году стал военным секретарем главнокомандующего Генри Гардинджа.
В 1854 году возглавил армейскую бригаду, с которой отправился на Восток, откуда вскоре был переведен на должность генерал-квартирмейстера под началом Фицроя Соммерсета, барона Реглана. В этом качестве участвовал в Крымской войне. Получил хорошие отзывы от начальства: лорда Реглана и Джеймса Симпсона, и в декабре 1854 года был повышен до генерал-майора и произведён в кавалеры Ордена Бани. Следуя указанию лорда Реглана, передал роковой приказ об атаке лёгкой бригады на позиции русской армии. Также подвергался критике за некомпетентность в снабжени войск и обеспечения их транспортировки. По возвращении в Англию Эйри потребовал расследования этих обвинений, и был полностью оправдан комиссией лорда Ситона, однако так и не оправился от последствий преследования.
В 1855 году вернулся в Лондон и занял должность генерал-квартирмейстера. В 1862 году произведен в генерал-лейтенанты, с 1865 по 1870 годы занимал пост губернатора Гибралтара. В 1867 году произведён в рыцари Большого Креста ордена Бани. В 1870 году назначен генерал-адъютантом в штабе армии, и в следующем году получил повышение до полного генерала. 29 ноября 1876 года, уже находясь в отставке, получил дворянский титул барона Эйри из Килингуорта, графство Нортумберленд. В 1879—1880 годах председательствовал в комиссии по реформе вооружённых сил, ставшей известной как комиссия Эйри.

## Семья
В 1838 году Эйри женился на своей кузине Харриет Мэри Эверард Тэлбот, дочери Джеймса Тэлбота, 3-го барона Тэлбота из Малахайда. Их единственная дочь, Кэтрин Маргарет Эйри (умерла 22 мая 1896 года) вышла замуж за Джирса Коттрелл, 3-го баронета Коттрелла. Эйри умер в доме лорда Вулзли в Лезерхеде. Его титул остался выморочным.